# Stefánia monacói hercegnő
Grimaldi Stefánia Mária Erzsébet monacói hercegnő (franciául: Stéphanie Marie Elisabeth Grimaldi, princesse de Monaco; Monaco, 1965. február 1. –) monacói hercegnő, Polignac grófnője, III. Rainier monacói herceg és Grace Kelly harmadik, egyben utolsó gyermeke és második leánya.

## Élete
Egy nővére és egy bátyja van: Karolina és Albert.
Mindössze 17 éves volt, amikor 1982 őszén egy tragikus kimenetelű autóbalesetben elveszítette édesanyját, ő maga pedig elég komoly sérüléseket szenvedett, mivel Stéphanie ugyancsak azzal a kocsival utazott, és sokáig nem tisztázódott, hogy valójában ki is vezette a gépjárművet a katasztrófa pillanatában: a hercegné vagy lánya.
A hercegnő az élet többféle területén is tevékenykedett már: volt például modell, énekesnő és fürdőruha-tervező is. 1989-ben piacra dobta saját parfümjét, melyet ,,Stéphanie"-nak nevezett el.
Apja halála, azaz 2005 óta nagy szorgalommal tevékenykedik az AIDS elleni küzdelemben, továbbá az AIDS-ellenes csoport nagykövete lett.
2006 óta a Monte-carlói Nemzetközi Cirkuszfesztivál elnöke és fővédnöke.

## Házasságai, gyermekei
Akárcsak nővére, ő is többször volt már férjnél, első férje a saját testőre, Daniel Ducruet volt 1995–1996-ban, s házasságuk válással végződött. Két gyermekük született: Lajos 1992-ben és Paulina 1994-ben.
1998-ban Stéphanie életet adott harmadik gyermekének, egy kislánynak, akit Camille-nak, azaz Kamillának nevezett el, ám az apa nevét nem tüntette fel a születési bizonyítványon.
2003-ban újból férjhez ment, ezúttal Adans Lopez Perezhez, ám akárcsak első házassága esetében, ez a frigy is egy év után válással végződött, gyermek pedig nem született a frigyből.

### Fordítás
- Ez a szócikk részben vagy egészben  a   Princess Stéphanie of Monaco című angol Wikipédia-szócikk fordításán alapul.  Az eredeti cikk szerkesztőit annak laptörténete sorolja fel. Ez a jelzés csupán a megfogalmazás eredetét és a szerzői jogokat jelzi, nem szolgál a cikkben szereplő információk forrásmegjelöléseként.